# Artemisina stipitata
Artemisina stipitata är en svampdjursart som beskrevs av Koltun 1958. Artemisina stipitata ingår i släktet Artemisina och familjen Microcionidae. Inga underarter finns listade i Catalogue of Life.